# Collinder 140
Collinder 140 — близкое к Солнцу рассеянное скопление в созвездии Большого Пса. Впервые занесено в каталог в 1751 французским астрономом Никола Луи де Лакайлем, описавшим объект как «туманное звёздное скопление». Затем объект был вновь внесён в каталог шведским астрономом Пером Коллиндером в 1931 году. Фицджеральд и др. (1980) описывают скопление как молодое и протяжённое и отмечают, что отнесение объекта к скоплениям неочевидно; возможно, это небольшая/группа звёзд, образовавшихся рядом.
На основе совместного измерения параллаксов девяти представителей скопления была получена оценка параллакса всей группы звёзд 2.66 ± 0.13 мсд, что соответствует модулю расстояния 7.88 ± 0.11 или расстоянию 1226 световых лет (376 парсеков). Плотность скопления соответствует 0,21 массы Солнца в кубическом парсеке. Эта величина примерно вдвое больше плотности распределения звёзд в окрестности Солнца. Возраст скопления оценивают в 20 миллионов лет, оно могло возникнуть из того же межзвёздного облака, что и NGC 2516 и NGC 2547.